# VII століття до н. е.

## Події
- 700—650 — вторгнення скіфів у Північне Причорномор'я. Переселення кімерійців у Малу Азію;
- 680—600 — передньоазіатські походи скіфів;
- 11 лютого 660 до н. е. — за легендами вождь японських племен Дзімму заснував державу Японія і поклав початок імператорському роду країни;
- друга половина — початок грецької колонізації Північного Причорномор'я. Виникнення грецького поселення на острові Березань;
- рубіж VII—VI — складання Скіфії, як політичного об'єднання в Північному Причорномор'ї.

- VII ст. до н. е. — діяльність Клона, грецького авлета (флейтиста) і композитор із Фів або Тегеї, що започаткував авлодичний ном.
- VII ст. до н. е. — походи кімерійців у Європу (Грецію, за Дунай та за Карпати) та малу Азію (Фригія, Лідія, Пафлагонія та ін.)